# I Never Loved a Man (The Way I Love You)
I Never Loved a Man (The Way I Love You) è una canzone soul del 1967 di Aretha Franklin, pubblicato come singolo nel 1967 ed è stato il primo successo per la Franklin.
Il singolo raggiunse la vetta della classifica statunitense Billboard Rhythm and Blues Chart e la top10 della Billboard Pop Chart. Il lato B del singolo era il brano Do Right Woman. Fino ad allora, Aretha non era mai riuscita a raggiungere la top10 della classifica americana e il successo del singolo determinò l'inizio del periodo di maggior successo nella carriera musicale della regina del soul.

## Tracce
1. I Never Loved a Man (The Way I Love You) - 2:51
2. Do Right Woman - 3:16

## Classifiche
| Classifica (1967)                 | Posizione più alta |
| --------------------------------- | ------------------ |
| U.S. Billboard Hot 100            | 9                  |
| U.S. Billboard Hot Rhythm & Blues | 1                  |

## Cover
- Il gruppo pop svedese Roxette ha interpretato una cover del brano durante una puntata della trasmissione televisiva MTV Unplugged nel 1993.
- La canzone è stata in seguito registrata dagli Aerosmith con il titolo Never Loved a Girl nell'album del 2004 Honkin' on Bobo.
- Nel 2006 anche la cantante Allison Crowe ha registrato una cover del brano per l'album This Little Bird.
- Alicia Keys ha interpretato una cover live del brano ai BET Awards del 2005.